# Bothriurus olaen
Bothriurus olaen (лат.) — вид скорпионов из семейства Bothriuridae. Обитает в горах Сьеррас-де-Кордова и Сан-Луис в центральной Аргентине. Мало известно о экологии скорпионов, вероятнее всего они горные обитатели, и ничего не известно о их яде. Длина тела около 50 мм.